# Радиестезија
Радиестезија представља псеудонаучну тврдњу о осетљивости на штетно зрачење које нам долази из земље и свемира. Прибор који се користи у радиестезији су рашље, висак и L антене. Свака особа може да се бави радиестезијом. Ова вештина се користи у истраживању рудних богастава, водених токова, енергетских токова, изгубљених ствари, детектовању здравственог стања. Радиестезија није призната у научним круговима већ има псеудонаучни карактер.

## Историја
Први писани трагови о примени рашљарства потичу из Кине из 2590. п. н. е., где су посебно школовани царски службеници испитивали терене за изграду насеља. Цивилизације Келта , Египћана , Етрураца , Римљана користиле су способност појединаца да пронађу води или „здрава“ места. У средњем веку радиестезија се користила у виду рашљарства за откровање руда. Колевка данашње радиестезије је Француска, одакле се почетком 19. века шири у остале земље Европе и Америке.
У Врњачкој Бањи је пре Другог светског рата живео неки Јосиф Павелка који се бавио рашљарењем, за кога је епископ Николај посведочио да је пронашао воду у близини нове цркве у Лелићу и код манастира Жича. У новије време радиестезијом се у СР Хрватској бавио инж. арх. Станко Јурдана (књига "Јурдана - Рашље и висак живота", 1979).

## Феномен радиестезије
Наш простор емитује вибрације од којих неке опажамо чулима, док друге не можемо да опазимо већ само региструјемо одређеним иструментима. Постоје вибрације које не можемо ни да видимо ни региструјемо, које делују на дух и организам људи. Радиезиста који тумачи материју као облик енергије осећа да материја којиу испитује нема везу са било каквом основном супстанцом већ реагује на промену вибрационог нивоа енергетског поља. Као што је Земља заштићена својим омотачем, тако су и биолошки системи заштићени својим омотачем ауром.

## Примена
Сваки радиесиста мора одабрати прибор који му највише одговара, то јест, којим ће најтачније извршити детекцију простора. Ради се о субјективонј методи детекције код које је сензибилитет редиестезиста најбитнији фактор. Најчешћи прибор је висак којег радиестезиста држи у једној руци а друга му служи као пријемник. Радиезисти може ментално или на глас постављати питаља и одређеним померањем виска добити одговоре који се своде на да-не.

## Штетна зрачења
Деловање штетног зрачења може бити ретроградно успорено и нагло у зависности од интензитета. У односу на време трајања је тернутно, повремено и стално, а према локацији деломо их на еопатогена, техничка, атмосферска, радијумска и зрачења која су узрокована негативним мислима и делима. Геопатогена зрачења се налазе испод површине земље водотокови, стајаће воде минерали, руде раселине. Техничка су присутна у урбаним срединама то су електро и комуникациони уређаји грејна тела. Атмосферска су природног порекла названа по људима који су их детектовали: Хартманово, Керијево, Шнајдерово. Радијумска се могу дефинисати у оквиру осталих. Њих изазивају громобрани и јонизујући таласи.